# کلیسای حضرت مریم (همدان)
کلیسای حضرت مریم (به ارمنی: Սուրբ Աստվածածին եկեղեցի) مربوط به دوره قاجار است و در همدان، خیابان اکباتان، ضلع شمال شرقی تپه هگمتانه، محله ارامنه واقع شده و این اثر در تاریخ ۳ اسفند ۱۳۷۷ با شمارهٔ ثبت ۲۲۳۷ به‌عنوان یکی از آثار ملی ایران به ثبت رسیده‌است.
در قسمت شرقی تپه هگمتانه همدان، در محلهٔ ارامنه، دو کلیسا وجود دارد. کلیسای قدیمی‌تر کلیسای گریگوری استپان و متعلق به مذهب ارتدکس است و کلیسای جدیدتر به نام کلیسای حضرت مریم به مذهب پروتستان تعلق دارد.

## نگارخانه

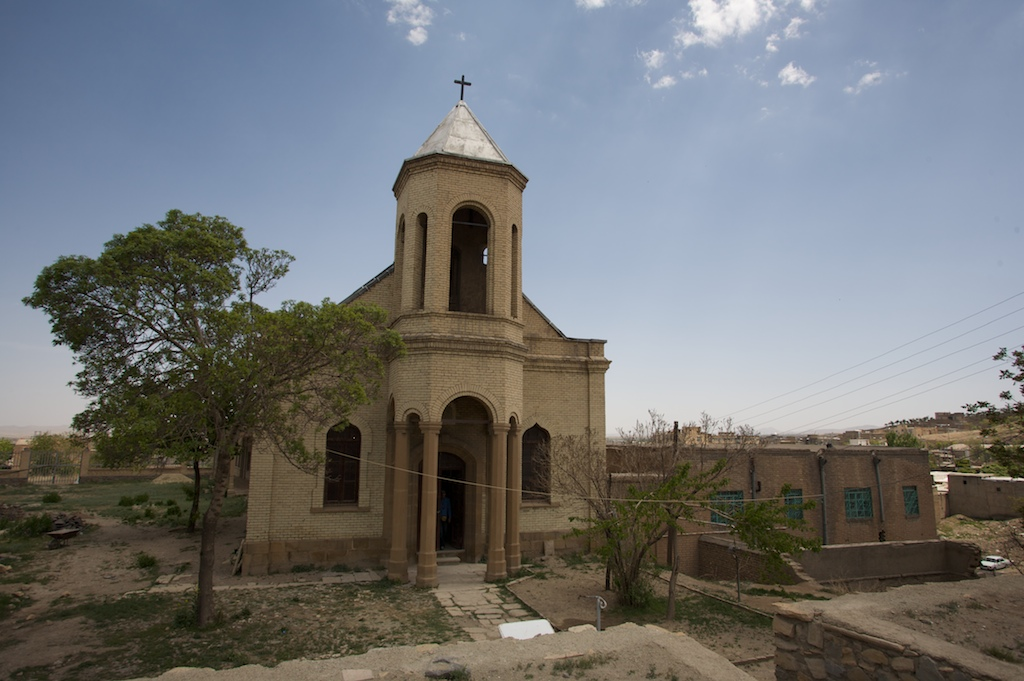
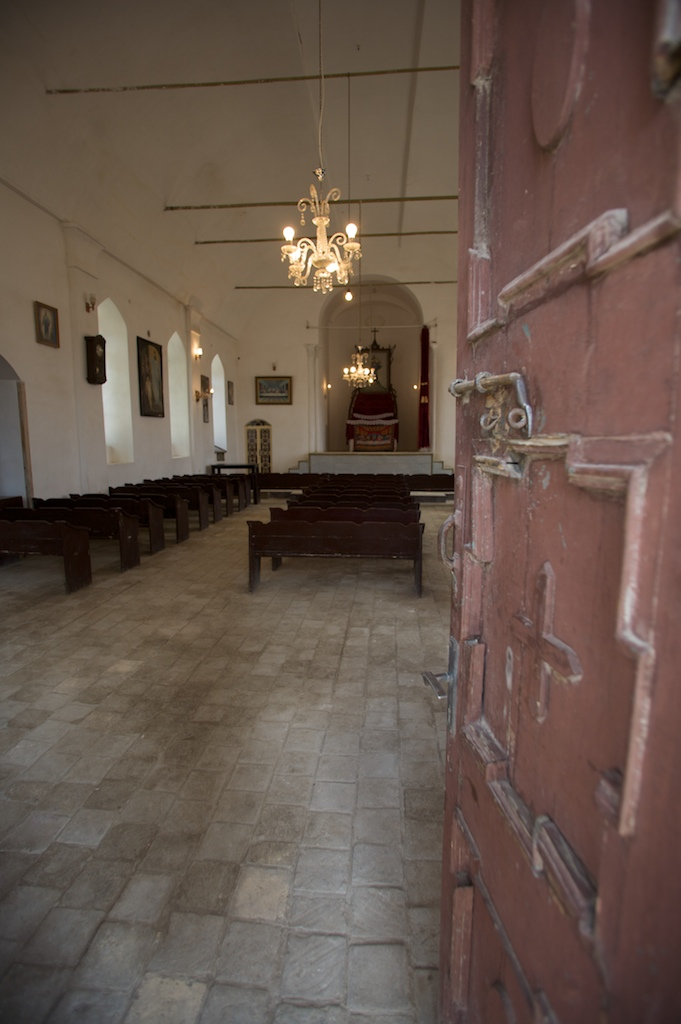